# Sphecozone alticeps
Sphecozone alticeps är en spindelart som beskrevs av Alfred Frank Millidge 1991. Sphecozone alticeps ingår i släktet Sphecozone och familjen täckvävarspindlar.
Artens utbredningsområde är Colombia. Inga underarter finns listade i Catalogue of Life.